# IC 3170
IC 3170 је спирална галаксија у сазвјежђу Дјевица која се налази на листи објеката дубоког неба у Индекс каталогу.
Деклинација објекта је + 9° 25' 28" а ректасцензија 12h 20m 26,6s. Привидна величина (магнитуда) објекта IC 3170 износи 14,3 а фотографска магнитуда 15,1. IC 3170 је још познат и под ознакама MCG 2-32-7, CGCG 70-18, VCC 417, PGC 39816.